# Долгозеро (озеро, Вытегорский район, западное)
Долгозеро — пресноводное озеро на территории Оштинского сельского поселения Вытегорского района Вологодской области.

## Общие сведения
Площадь озера — 1,7 км², площадь водосборного бассейна — 77,4 км². Располагается на высоте 218,6 метров над уровнем моря.
Форма озера лопастная, продолговатая: оно почти на шесть километров вытянуто с северо-запада на юго-восток. Берега каменисто-песчаные, местами заболоченные.
Из залива в северо-западной оконечности озера вытекает река Чёрная, впадающая в Палозеро, из которого, в свою очередь, берёт начало река Сондала, впадающая в реку Оять, левый приток Свири.
В залив в юго-восточной оконечности Долгозера впадают два ручья без названия, несущие воды Шатозера и Кривозера.
В озере расположено около десятка небольших безымянных островов различной площади, рассредоточенных по всей площади водоёма, однако их количество может варьироваться в зависимости от уровня воды.
К востоку от озера проходит автодорога местного значения.
Населённые пункты вблизи водоёма отсутствуют.
Код объекта в государственном водном реестре — 01040100811102000015593.